# Mars (Fernsehserie)
Mars ist eine bisher zwölfteilige US-amerikanische Fernseh-Science-Fiction-Serie mit dokumentarischen Elementen von Ron Howard, Brian Grazer und anderen aus dem Jahr 2016. Die Fernseh- und Produktionsgesellschaft National Geographic Channel präsentierte diese Anfang November 2016 vor rund 300 geladenen Gästen im Zeiss-Großplanetarium in Berlin. In den zwölf Teilen des Doku-Dramas werden Science-Fiction-Elemente dem aktuellen Entwicklungsstand der Raumfahrt und der Marsforschung gegenübergestellt. Das Thema der Serie ist die erste bemannte Mission zum Mars, die für 2033 angesetzt ist und die gleich als erste Stufe zur Kolonisierung des Planeten dient. Es werden immer wieder Rückblicke auf frühere Ereignisse in der Geschichte der Raumfahrt eingeblendet, die aus unterschiedlichen Dokumentationen stammen. Interviewpartner wie Stephen Petranek, Elon Musk, Neil deGrasse Tyson, Andy Weir und Robert Zubrin erläutern die Hintergründe und Herausforderungen einer Marskolonisierung. U. a. wird auch das Projekt HI-SEAS vorgestellt. Der Schwerpunkt der Dokuserie liegt jedoch in der filmerisch umgesetzten Vision davon, wie dieses Projekt ablaufen könnte.
Am 13. Januar 2017 wurde die Verlängerung um eine zweite Staffel bekanntgegeben. Im Juni 2019 bestätigte die Hauptdarstellerin Jihae Kim, dass eine dritte Staffel nicht geplant sei.

## Handlung

### Staffel 1
Im Jahr 2033 startet eine Besatzung von sechs Astronauten von Florida aus, um die ersten Menschen zu sein, die den Mars betreten. Auf der Erde wird ihr Missionsverlauf überwacht. Als sie in die Marsatmosphäre eintreten, versagt das Landesystem ihres Raumschiffes, der Daedalus. Bei der Rettung der Daedalus verletzt sich der Kommandant Ben Sawyer schwer. Sie können landen – allerdings 75,3 Kilometer von ihrem geplanten Basislager entfernt.
Nachdem ihr Fahrzeug 16 Kilometer vor Erreichen des Basislagers liegen bleibt, kämpft sich die Mannschaft zu Fuß weiter durch das raue Marsgelände. Aufgrund der Verletzung des Kommandanten ist es ein Wettlauf mit der Zeit. Am Ziel angelangt verstirbt er.
Im Basislager gibt es aber kein Wohnmodul, sondern nur ein Werkstattmodul. Dieses ist eigentlich für zwei Arbeiter ausgelegt und sichert ihr Überleben für höchstens drei Monate. Daher hängt der Erfolg der Daedalus-Mission davon ab, eine permanente Zuflucht vor der Strahlung auf der Oberfläche und eine Wasserquelle zu finden. Schließlich lokalisiert das Bodenpersonal auf der Erde ein altes Lava-Röhrensystem anhand von Satellitenbildern. Die Daedalus-Mannschaft steigt durch einen Krater dorthin hinab und findet am Grund Wassereis. Damit ist ein Standort für eine Siedlung gefunden.
Es erfolgt ein Zeitsprung vier Jahre in die Zukunft. Eine erste Kolonie, Olympus Town, wurde aufgebaut. Um die Expansion voranzutreiben und nach Leben auf dem Mars zu suchen, landet eine weitere Crew. Allerdings bedroht ein riesiger Staubsturm die Kolonisten.
Der Staubsturm tobt seit Monaten über Olympus Town und pfercht die Bewohner auf engsten Raum ein. Dies zerrt allen an den Nerven. Ein Botaniker dreht durch und öffnet eine Luftschleuse, wodurch er und sieben weitere getötet werden. Das Gewächshaus und ein Labor werden so zerstört. Alle Pflanzen erfrieren durch die eisigen Temperaturen. Die Kolonisten versuchen, die Situation zu meistern und die Schäden zu beseitigen. Dabei finden sie seltsame kristalline Strukturen an ihren Geräten nach dem Sturm.
Durch die Tragödie sinkt zudem die Zustimmung in der Öffentlichkeit, weshalb das Bodenpersonal auf der Erde abwägt, die Mission abzubrechen und die Kolonisten zu evakuieren. Am Ende der ersten Staffel kündigt das Bodenpersonal eine Pressemitteilung an. Alle rechnen damit, dass das Missionsende verkündet werden soll. Unerwartet wird hingegen mitgeteilt, dass man Leben auf dem Mars gefunden hat, denn die gefundenen Strukturen sind lebendig. Damit ist der Fortbestand der Kolonie gesichert.

## Produktion
Mars basiert auf dem Buch How we’ll live on Mars von Stephen Petranek aus dem Jahr 2015, welches 2016 in Deutschland unter dem Titel Unser Leben auf dem Mars erschien. Die Drehbücher der ersten Staffel schrieben André Bormanis, Mickey Fisher, Karen Janszen, Ben Young Mason, Jonathan Silberberg, Justin Wilkes und Paul Solet.
Gefilmt wurde sowohl in den USA, als auch weltweit in Budapest, in Marokko und in der Antarktis. Regie führte in allen Episoden der ersten Staffel Everardo Gout. Der Soundtrack stammt von Nick Cave und Warren Ellis.
Zwei Wochen vor der offiziellen Erst-Ausstrahlung auf National Geographic Channel und FX wurde die erste Episode online auf der Homepage von National Geographic Channel ab dem 1. November 2016 bereitgestellt. Die weltweite TV-Premiere fand am 13. November 2016 in 171 Ländern in 45 Sprachen statt.
Parallel zur Serie wurde eine Online-Episode mit dem Titel Before Mars als Vorgeschichte an sieben Drehtagen gedreht und am 23. Oktober 2016 auf der Homepage des National Geographic Channels veröffentlicht. Regie führte Lloyd Lee Choi. Das Drehbuch schrieb Rebecca Strom. Gedreht wurde in Ellenville, USA. Die Episode erzählt, wie in der Jugend der beiden Hauptcharaktere Hana und Joon Seung, Zwillingsschwestern, ihr Forscherdrang geweckt wurde.

## Besetzung und Synchronisation
| Rollenname        | Aufgabenbereich                           | Schauspieler       | Synchronsprecher      |
| ----------------- | ----------------------------------------- | ------------------ | --------------------- |
| Hana Seung        | Pilotin und Softwareentwicklerin          | Jihae Kim          | Anne Helm             |
| Joon Seung        | Generalsekretärin der IMSF                | Jihae Kim          | Anne Helm             |
| Javier Delgado    | Hydrologe und Geochemiker                 | Alberto Ammann     | Bastian Sierich       |
| Amelie Durand     | Missionsärztin und Biochemikerin          | Clémentine Poidatz | Diana Borgwardt       |
| Oliver Lee        |                                           | Nicholas Wittman   | Marco Wittorf         |
| Ava Macon         |                                           | Kata Sarbó         | Janine Kreß           |
| Marta Kamen       | Geologin und Exobiologin                  | Anamaria Marinca   | Josephine Schmidt     |
| Robert Foucault   | Maschinenbauingenieur und Robotikexperte  | Sammi Rotibi       | Marios Gavrilis       |
| Ed Grann          | Gründer der IMSF und CEO der Mars Mission | Olivier Martinez   | Patrice Luc Doumeyrou |
| Sam               |                                           | Antoinette Fekete  | Sonja Tièschky        |
| Ben Sawyer        | Kommandant und Systemtechniker            | Ben Cotton         | Thomas Schmuckert     |
| Leslie Richardson |                                           | Cosima Shaw        | Cosima Shaw           |

Anmerkungen
1. 1 2 3 4 5 6  Erste bemannte Marsmission / Besatzung der Daedalus

## Episodenliste

### Staffel 1
| Nr. (ges.) | Nr. (St.) | Deutscher Titel      | Originaltitel | Erstausstrahlung USA | Deutschsprachige Erstausstrahlung (D) | Regie         | Drehbuch                     | Zuschauer (USA) |
| --- | --------- | -------------------- | ------------- | -------------------- | ------------------------------------- | ------------- | ---------------------------- | --------------- |
| 1 | 1         | Novo Mundo           | Novo Mundo    | 13. Nov. 2016        | 14. Nov. 2016                         | Everardo Gout | Karen Janszen & Paul Solet   | 1,42 Mio.       |
| Die Crew der Daedalus wird mit einem lebensgefährlichen Notfall konfrontiert. Auf der Erde verfolgt SpaceX indes das Ziel, auf dem Mars eine autarke Stadt zu errichten.   |           |                      |               |                      |                                       |               |                              |                 |
| 2 | 2         | Gelandet             | Grounded      | 20. Nov. 2016        | 21. Nov. 2016                         | Everardo Gout | André Bormanis & Paul Solet  | 0,97 Mio.       |
| Da der Kommandant verletzt ist, befindet sich die Crew der Daedalus in einem Rennen gegen die Zeit. Der NASA-Astronaut Scott Kelly erzählt von seiner einjährigen Mission. |           |                      |               |                      |                                       |               |                              |                 |
| 3 | 3         | Zeitdruck            | Pressure Drop | 27. Nov. 2016        | 28. Nov. 2016                         | Everardo Gout | Mickey Fisher & Paul Solet   | 0,80 Mio.       |
| Die Mission der Daedalus ist in Gefahr, da die Crew keinen sicheren Unterschlupf findet. Die Erde entsendet eine Sonde zur Untersuchung der Mars-Atmosphäre.               |           |                      |               |                      |                                       |               |                              |                 |
| 4 | 4         | Energie              | Power         | 4. Dez. 2016         | 5. Dez. 2016                          | Everardo Gout | Ben Young Mason & Paul Solet | 0,87 Mio.       |
| Ed Granns Expansionspläne werden von einem Sandsturm gefährdet. Die McMurdo-Station in der Antarktis dient als Paradebeispiel für die Besiedlung des Mars.                 |           |                      |               |                      |                                       |               |                              |                 |
| 5 | 5         | Dunkle Zeiten        | Darkest Days  | 11. Dez. 2016        | 11. Dez. 2016                         | Everardo Gout | Paul Solet                   | 0,74 Mio.       |
| Der Sandsturm scheint kein Ende zu nehmen, weshalb die Crew psychologisch zunehmend unter Druck gerät. Wissenschaftler untersuchen die Folgen extremer Isolation.          |           |                      |               |                      |                                       |               |                              |                 |
| 6 | 6         | Schwere Entscheidung | Crossroads    | 18. Dez. 2016        | 18. Dez. 2016                         | Everardo Gout | André Bormanis & Paul Solet  | 0,71 Mio.       |
| Ein tragischer Verlust lässt die Anführer auf der Erde an der Mission zweifeln. SpaceX erforscht weiterhin die Wiederverwendbarkeit von Raketen zur Besiedlung des Mars.   |           |                      |               |                      |                                       |               |                              |                 |

### Staffel 2
| Nr. (ges.) | Nr. (St.) | Deutscher Titel       | Originaltitel    | Erstausstrahlung USA | Deutschsprachige Erstausstrahlung (D) | Regie         | Drehbuch     | Zuschauer (USA) |
| ---------- | --------- | --------------------- | ---------------- | -------------------- | ------------------------------------- | ------------- | ------------ | --------------- |
| 7          | 1         | Wir sind nicht allein | We Are Not Alone | 12. Nov. 2018        | 12. Nov. 2018                         | Stephen Cragg | Dee Johnson  | 0,582 Mio.      |
| 8          | 2         | Weit entfernt         | Worlds Apart     | 19. Nov. 2018        | 19. Nov. 2018                         | Everardo Gout | Dee Johnson  | 0,413 Mio.      |
| 9          | 3         | Dunkelheit            | Darkness Falls   | 26. Nov. 2018        | 26. Nov. 2018                         | Everardo Gout | David Gould  | 0,463 Mio.      |
| 10         | 4         | Infektion             | Contagion        | 3. Dez. 2018         | 3. Dez. 2018                          | Stephen Cragg | Julie Hebert | 0,453 Mio.      |
| 11         | 5         | Machtkampf            | Power Play       | 10. Dez. 2018        | 10. Dez. 2018                         | Ashley Way    | Paul Keables | 0,359 Mio.      |
| 12         | 6         | Die Explosion         | The Shakeup      | 17. Dez. 2018        | 17. Dez. 2018                         | Ashley Way    | Dee Johnson  | 0,391 Mio.      |

## Rezeption

### Kritiken
Kevin Hennings schrieb auf dwdl.de als Kritik zur ersten Folge u. a.:
„Ihre inszenierte Geschichte und Umsetzung der Eventualitäten solch einer Reise sind ohne Frage hochspannend mitanzusehen, doch fehlt es den Schauspielern etwas an Überzeugungskraft, um den Zuschauer vollends zu packen.“ – Kevin Hennings: dwdl.de
Beim Internetportal Rotten Tomatoes erhielt die Serie ein Rating von 61 % positiver Kritiken. In Bezug auf die Publikumsmeinung liegt der Wert dagegen bei 68 %.

## DVD- und Blu-ray-Veröffentlichung

### Deutschland
In Deutschland erschien die erste Staffel am 24. Mai 2017 ungekürzt mit FSK-12. Sie ist auch über Streamingdienste verfügbar.